# Набережний (Смоленський район)
На́бережний (рос. Набережный) — селище у складі Смоленського району Алтайського краю, Росія. Входить до складу Ліньовської сільської ради.

## Населення
Населення — 221 особа (2010; 257 у 2002).
Національний склад (станом на 2002 рік):
- росіяни — 87 %